# Walsh Park
Walsh Park è uno stadio irlandese, situato a Waterford, capoluogo dell'omonima contea. È di proprietà della Gaelic Athletic Association, vanta una capienza pari a circa 17000 spettatori ed il più importante impianto di cui usufruiscono le franchige di calcio gaelico ed hurling della stessa contea.
Nel 2005 fu annunciato che sarebbero stati investiti 4 milioni di Euro per il suo ampliamento. Vennero approvati in seguito ulteriori progetti parzialmente a carico del Munster Council e parzialmente delle associazioni locali, per ampliare la capienza a 25000 posti, costruire un nuovo campo da gioco, realizzare una nuova tribuna coperta e perfezionare il tetto di quella già esistente tramite la sua cementificazione.